# باتراکی
باتراکی (انگلیسی: Batraki) یک شهرک در شهرستان داولکانوفسکی در استان باشقیرستان کشور روسیه است.